# Tărgovisjte flygplats
Tărgovisjte flygplats är en flygplats utanför staden Tărgovisjte i Bulgarien, vid byn Buchovtsi. Den ligger i regionen Tărgovisjte, i den nordöstra delen av landet, 280 km öster om huvudstaden Sofia. Tărgovisjte flygplats ligger 211 meter över havet.